# Francesco Oddo
Francesco Oddo, detto Franco (Trapani, 24 agosto 1946), è un allenatore di calcio e dirigente sportivo italiano.

## Biografia
Nativo di Trapani, è residente a Città Sant'Angelo, in provincia di Pescara. Diplomato Isef, è docente di educazione fisica. Ha iniziato come calciatore, arrivando a militare nella vecchia serie C.
Ha allenato prevalentemente in Serie B, con 3 brevi apparizioni in Serie A alla guida di Reggiana, Salernitana e Venezia, nelle quali è sempre subentrato a stagione in corso e non è riuscito ad evitare la retrocessione.
È figlio di Giovanni Oddo che fu campione italiano universitario di salto triplo (Littore d'Italia) nel 1934 e nel 1937 ed è padre di Massimo Oddo, ex calciatore e ora allenatore, Campione del Mondo 2006 con la Nazionale italiana.

## Carriera
Come calciatore ha giocato in Serie C con il Pescara ed in Serie D con l'Avezzano.
Ha iniziato ad allenare in promozione abruzzese negli anni 80 vincendo tre campionati con Pineto, Tortoreto, Santegidiese poi Giulianova in Serie C2 nel 1988.
Nella stagione 1990-91 passa all'Avellino in Serie B e quindi al Modena (1991-92, subentrato ad Eugenio Bersellini e 1993-94, esonerato alla sedicesima giornata) e al Pescara (1994-96) sempre fra i cadetti.
Ha esordito in Serie A nel campionato 1996-97 con la Reggiana, subentrando a campionato in corso a Mircea Lucescu, e retrocedendo con la squadra emiliana in Serie B dopo l'ultimo posto finale. Con la stessa squadra inizia anche la stagione successiva, venendo però esonerato dopo otto partite (due vittorie, due pareggi e quattro sconfitte).
Nella stagione 1998-99, torna in massima serie, assumendo la guida della neopromossa Salernitana a campionato in corso (17ª giornata del girone d'andata); tuttavia, le proteste dei tifosi scoppiate durante la conferenza stampa di presentazione del nuovo tecnico, spingono la dirigenza granata a tornare sulla decisione presa e richiamare l'appena esonerato Delio Rossi. I risultati negativi di Rossi si protraggono anche nella seconda metà del torneo, tanto da riportare la presidenza ad ingaggiare Oddo a 7 giornate dalla conclusione, stavolta senza proteste. Con la Salernitana che è sul fondo della classifica, Oddo inanella una serie di risultati utili (interrotti da un'unica sconfitta, un 3-1 sul campo del Cagliari) e giunge a giocarsi la salvezza sul campo del Piacenza; nonostante la media vicina ai 2 punti a partita, però, l'1-1 finale condanna i granata, per un solo punto, al quartultimo posto, con immediato ritorno in Serie B. Non confermato nella stagione successiva, torna ad allenare i granata due anni dopo, stavolta in cadetteria, ma con risultati alterni e la Salernitana sempre lontana dall'obiettivo promozione.
È ancora in B col Messina per la stagione 2002-03, ma viene esonerato. Nell'annata 2004-05 guida l'Avellino alla promozione in B, viene confermato dagli irpini anche per l'annata successiva ma viene presto esonerato.
Fino al 2008 assume il ruolo di direttore generale della Virtus Lanciano, compagine militante in Prima Divisione. Dal 2014 è responsabile delle giovanili dell'Asd Pineto

## Statistiche

### Statistiche da allenatore
Statistiche aggiornate al 25 luglio 2025.
| Stagione           | Squadra            | Campionato         | Campionato | Campionato | Campionato | Campionato | Coppe nazionali | Coppe nazionali | Coppe nazionali | Coppe nazionali | Coppe nazionali | Coppe continentali | Coppe continentali | Coppe continentali | Coppe continentali | Coppe continentali | Altre coppe | Altre coppe | Altre coppe | Altre coppe | Altre coppe | Totale | Totale | Totale | Totale | % Vittorie | Piazzamento      |
| Stagione           | Squadra            | Comp               | G          | V          | N          | P          | Comp            | G               | V               | N               | P               | Comp               | G                  | V                  | N                  | P                  | Comp        | G           | V           | N           | P           | G      | V      | N      | P      | %          | Piazzamento      |
| ------------------ | ------------------ | ------------------ | ---------- | ---------- | ---------- | ---------- | --------------- | --------------- | --------------- | --------------- | --------------- | ------------------ | ------------------ | ------------------ | ------------------ | ------------------ | ----------- | ----------- | ----------- | ----------- | ----------- | ------ | ------ | ------ | ------ | ---------- | ---------------- |
| 1979-1980          | Angizia Luco       | Prom.              | 30         | 9          | 13         | 8          | CI-Dil          | ?               | ?               | ?               | ?               | -                  | -                  | -                  | -                  | -                  | -           | -           | -           | -           | -           | 30     | 9      | 13     | 8      | 30,00      | 7°               |
| 1980-1981          | Termoli            | Prom.              | 30         | 15         | 10         | 5          | CI-Dil          | ?               | ?               | ?               | ?               | -                  | -                  | -                  | -                  | -                  | -           | -           | -           | -           | -           | 30     | 15     | 10     | 5      | 50,00      | 3°               |
| 1981-1982          | Termoli            | Prom.              | 32         | 14         | 11         | 7          | CI-Dil          | ?               | ?               | ?               | ?               | -                  | -                  | -                  | -                  | -                  | -           | -           | -           | -           | -           | 30     | 13     | 12     | 5      | 43,33      | 3°               |
| Totale Termoli     | Totale Termoli     | Totale Termoli     | 62         | 29         | 21         | 12         |                 | -               | -               | -               | -               |                    | -                  | -                  | -                  | -                  |             | -           | -           | -           | -           | 62     | 29     | 21     | 12     | 46,77      |                  |
| 1982-1983          | Pineto             | Prom.              | 30         | 19         | 9          | 2          | CI-Dil          | ?               | ?               | ?               | ?               | -                  | -                  | -                  | -                  | -                  | -           | -           | -           | -           | -           | 30     | 19     | 9      | 2      | 63,33      | 1° (prom.)       |
| 1983-1984          | Pineto             | Int.               | 30         | 11         | 12         | 7          | CI-Dil          | ?               | ?               | ?               | ?               | -                  | -                  | -                  | -                  | -                  | -           | -           | -           | -           | -           | 30     | 11     | 12     | 7      | 36,67      | 5°               |
| Totale Pineto      | Totale Pineto      | Totale Pineto      | 60         | 30         | 21         | 9          |                 | -               | -               | -               | -               |                    | -                  | -                  | -                  | -                  |             | -           | -           | -           | -           | 60     | 30     | 21     | 9      | 50,00      |                  |
| 1984-1985          | Tortoreto          | Prom.              | 31         | 21         | 7          | 3          | CI-Dil          | ?               | ?               | ?               | ?               | -                  | -                  | -                  | -                  | -                  | -           | -           | -           | -           | -           | 30     | 21     | 7      | 3      | 70,00      | 1° (prom.)       |
| 1985-1986          | Tortoreto          | Int.               | 30         | 6          | 15         | 9          | CI-Dil          | ?               | ?               | ?               | ?               | -                  | -                  | -                  | -                  | -                  | -           | -           | -           | -           | -           | 30     | 6      | 15     | 9      | 20,00      | 11°              |
| Totale Tortoreto   | Totale Tortoreto   | Totale Tortoreto   | 61         | 27         | 22         | 12         |                 | -               | -               | -               | -               |                    | -                  | -                  | -                  | -                  |             | -           | -           | -           | -           | 61     | 27     | 22     | 12     | 44,26      |                  |
| 1987-1988          | Santegidiese       | Prom.              | 30         | 21         | 4          | 5          | CI-Dil          | ?               | ?               | ?               | ?               | -                  | -                  | -                  | -                  | -                  | -           | -           | -           | -           | -           | 30     | 21     | 4      | 5      | 70,00      | 1° (prom.)       |
| 1988-1989          | Giulianova         | C2                 | 34         | 9          | 13         | 12         | CI-C            | 6               | 4               | 0               | 2               | -                  | -                  | -                  | -                  | -                  | -           | -           | -           | -           | -           | 40     | 13     | 13     | 14     | 32,50      | 10°              |
| 1989-1990          | Giulianova         | C2                 | 34         | 9          | 15         | 10         | CI-C            | 6               | 2               | 3               | 1               | -                  | -                  | -                  | -                  | -                  | -           | -           | -           | -           | -           | 40     | 11     | 18     | 11     | 27,50      | 10°              |
| Totale Giulianova  | Totale Giulianova  | Totale Giulianova  | 68         | 18         | 28         | 22         |                 | 12              | 6               | 3               | 3               |                    | -                  | -                  | -                  | -                  |             | -           | -           | -           | -           | 80     | 24     | 31     | 25     | 30,00      |                  |
| 1990-1991          | Avellino           | B                  | 38         | 11         | 14         | 13         | CI              | 2               | 0               | 1               | 1               | -                  | -                  | -                  | -                  | -                  | -           | -           | -           | -           | -           | 40     | 11     | 15     | 14     | 27,50      | 15°              |
| gen.-mag. 1992     | Modena             | B                  | 19         | 5          | 10         | 4          | CI              | -               | -               | -               | -               | -                  | -                  | -                  | -                  | -                  | -           | -           | -           | -           | -           | 19     | 5      | 10     | 4      | 26,32      | Sub. 14°         |
| ago.-dic. 1993     | Modena             | B                  | 16         | 3          | 5          | 8          | CI              | 1               | 0               | 0               | 1               | -                  | -                  | -                  | -                  | -                  | -           | -           | -           | -           | -           | 17     | 3      | 5      | 9      | 17,65      | Eson.            |
| Totale Modena      | Totale Modena      | Totale Modena      | 35         | 8          | 15         | 12         |                 | 1               | 0               | 0               | 1               |                    | -                  | -                  | -                  | -                  |             | -           | -           | -           | -           | 36     | 8      | 15     | 13     | 22,22      |                  |
| dic. 1994-1995     | Pescara            | B                  | 25         | 8          | 10         | 7          | CI              | -               | -               | -               | -               | -                  | -                  | -                  | -                  | -                  | -           | -           | -           | -           | -           | 25     | 8      | 10     | 7      | 32,00      | Sub. 11°         |
| 1995-1996          | Pescara            | B                  | 27         | 11         | 8          | 8          | CI              | 2               | 1               | 0               | 1               | -                  | -                  | -                  | -                  | -                  | -           | -           | -           | -           | -           | 29     | 12     | 8      | 9      | 41,38      | Eson. Sub. 9°    |
| Totale Pescara     | Totale Pescara     | Totale Pescara     | 52         | 19         | 18         | 15         |                 | 2               | 1               | 0               | 1               |                    | -                  | -                  | -                  | -                  |             | -           | -           | -           | -           | 54     | 20     | 18     | 16     | 37,04      |                  |
| dic. 1996-1997     | Reggiana           | A                  | 24         | 2          | 9          | 13         | CI              | -               | -               | -               | -               | -                  | -                  | -                  | -                  | -                  | -           | -           | -           | -           | -           | 24     | 2      | 9      | 13     | &8,33      | Sub. 18° (retr.) |
| ago.-ott. 1997     | Reggiana           | B                  | 8          | 2          | 2          | 4          | CI              | 4               | 2               | 1               | 1               | -                  | -                  | -                  | -                  | -                  | -           | -           | -           | -           | -           | 12     | 4      | 3      | 5      | 33,33      | Eson.            |
| Totale Reggiana    | Totale Reggiana    | Totale Reggiana    | 32         | 4          | 11         | 17         |                 | 4               | 2               | 1               | 1               |                    | -                  | -                  | -                  | -                  |             | -           | -           | -           | -           | 36     | 6      | 12     | 18     | 16,67      |                  |
| apr.-mag. 1999     | Salernitana        | A                  | 8          | 4          | 3          | 1          | CI              | -               | -               | -               | -               | -                  | -                  | -                  | -                  | -                  | -           | -           | -           | -           | -           | 8      | 4      | 3      | 1      | 50,00      | Sub. 15° (retr.) |
| apr.-mag. 1999     | Venezia            | A                  | 14         | 2          | 4          | 8          | CI              | 2               | 0               | 1               | 1               | -                  | -                  | -                  | -                  | -                  | -           | -           | -           | -           | -           | 16     | 2      | 5      | 9      | 12,50      | Sub. 16° (retr.) |
| 2000-2001          | Salernitana        | B                  | 24         | 8          | 5          | 11         | CI              | 7               | 4               | 0               | 3               | -                  | -                  | -                  | -                  | -                  | -           | -           | -           | -           | -           | 31     | 12     | 5      | 14     | 38,71      | Eson. Sub. 15°   |
| Totale Salernitana | Totale Salernitana | Totale Salernitana | 32         | 12         | 8          | 12         |                 | 7               | 4               | 0               | 3               |                    | -                  | -                  | -                  | -                  |             | -           | -           | -           | -           | 39     | 16     | 8      | 15     | 41,03      |                  |
| 2002-apr. 2003     | Messina            | B                  | 32         | 9          | 12         | 11         | CI              | 3               | 0               | 2               | 1               | -                  | -                  | -                  | -                  | -                  | -           | -           | -           | -           | -           | 35     | 9      | 14     | 12     | 25,71      | Eson.            |
| apr.-giu. 2005     | Avellino           | C1                 | 6+4        | 3+2        | 2+2        | 1+0        | CI+CI-C         | -               | -               | -               | -               | -                  | -                  | -                  | -                  | -                  | -           | -           | -           | -           | -           | 10     | 5      | 4      | 1      | 50,00      | Sub. 2° (prom.)  |
| ago.-ott. 2005     | Avellino           | B                  | 7          | 0          | 2          | 5          | CI              | 2               | 1               | 0               | 1               | -                  | -                  | -                  | -                  | -                  | -           | -           | -           | -           | -           | 9      | 1      | 2      | 6      | 11,11      | Eson.            |
| Totale Avellino    | Totale Avellino    | Totale Avellino    | 55         | 16         | 20         | 19         |                 | 4               | 1               | 1               | 2               |                    | -                  | -                  | -                  | -                  |             | -           | -           | -           | -           | 59     | 17     | 21     | 21     | 28,81      |                  |
| Totale carriera    | Totale carriera    | Totale carriera    | 563        | 204        | 197        | 162        |                 | 35              | 14              | 8               | 13              |                    | -                  | -                  | -                  | -                  |             | -           | -           | -           | -           | 598    | 218    | 205    | 175    | 36,45      |                  |

## Palmarès

### Allenatore

#### Competizioni regionali
- Promozione: 1

Pineto: 1982-1983